# El nem kapott harmadik strike
A baseballban és a softballban az el nem kapott harmadik strike akkor történik, amikor az elkapó a harmadik strike-nál nem tudja tisztán elkapni a labdát. A Major League Baseballban az el nem kapott harmadik strike szabályait a hivatalos szabálykönyv 5.05-ös és 5.09-es cikkelyei részletezik:
Az el nem kapott harmadik strike esetén (1) ha nincs bázisfutó az első bázison, vagy (2) ha két kiejtett játékosnál van futó az első bázison, akkor az ütőjátékos azonnal futó lesz. A bíró a strike-ot jelzi, azonban az ütőjátékost nem állítja ki. A bíró esetleg jelezheti, hogy a dobást „nem kapták el”. Az ütőjátékos ezután megpróbálhat befutni az első bázisra és a kiejtéséhez vagy meg kell érinteni a labdával (tag out) vagy azelőtt kell az első bázisra dobni a labdát, mielőtt odaérne (force out). Két kiejtett játékosnál és feltöltött bázisok mellett a harmadik strike-ot el nem kapó elkapó –a labda felvétele után– ráléphet a hazai bázisra a force outért vagy bármelyik másik bázisra is dobhatja a labdát, hogy kiejtsen egy futót. Az „el nem kapott” strike nem csak az elkapó által elejtett, de az elkapás előtt földet ért dobásokat is jelenti.
A „nincs futó az első bázison vagy kettő kiejtett játékos” kikötés arra szolgál, hogy elejét vegye annak, hogy az elkapó szándékosan elejtse a harmadik strike-nak dobott labdát, hogy utána sportszerűtlenül dupla- vagy triplajátékot kezdeményezzen. A kikötés mögötti logika hasonló, mint az infield fly rule esetén.
Az el nem kapott harmadik strike kimenetelétől függetlenül, a dobónak, illetve az ütőnek is feljegyeznek egy strikeoutot.
Az el nem kapott harmadik strike szabálya miatt lehetséges, hogy a dobó több mint három strikeoutot jegyezzen fel egy fél-játékrész alatt. Számos dobó szerzett négy strikeoutot egy Major League Baseball-játék fél-játékrésze alatt, azonban ötöt még egy sem.
A Little League Baseball Tee-Ball és Minor League osztályaiban az ütőjátékos a harmadik strike után akkor is kiesik, ha a labdát az elkapó nem tudta tisztán elkapni. A Little League Major, Junior, Senior és Big League osztályaiban az ütőjátékos megpróbálhat eljutni az első bázisra egy el nem kapott harmadik strike után. A Little League Major Division Softball és számos másik ifjúsági baseball-liga (így a USSSA) is alkalmazza a szabályt.

## 2006-os szabálymódosítás
2006-ban a 2005-ös American League Championship Series második mérkőzésének kilencedik játékrésze körül kialakult vita következtében a következő megjegyzést (b) adták hozzá a 6.09 szabályhoz (a szabályok számozásának módosítása után a megjegyzés az 5.09(a)(2) Comment néven szerepel):
5.09(a)(2) szabály, megjegyzés: Az az ütőjátékos, amelyik nem fogja fel az el nem kapott harmadik strike miatt kialakult szituációját, és nem fut az első bázisra, azt kiejtettnek kell nyilvánítani amint elhagyja a hazai bázis körüli salakkört.
A szabálymódosítás előtt az ütőjátékos a kispadra való betérése előtt bármikor megpróbálhatott eljutni az első bázisra. Az új szabály nem lett volna hatással a fentebbi vitatott játékra, mivel az ütőjátékos nem hagyta el a salakkört.